# Championnats du monde de ski alpin 1991
Navigation
Vail 1989 Morioka Shizukuishi 1993
Les championnats du monde de ski alpin 1991 ont eu lieu à Saalbach en Autriche du 22 janvier au 3 février 1991.
Les championnats du monde de Saalbach confirment le renouveau de l'équipe d'Autriche (5 titres mondiaux) et révèlent une nouvelle génération, avec notamment Stephan Eberharter, Kjetil-André Aamodt et Pernilla Wiberg.
Le décès de Gernot Reinstadler et le début de la guerre du Golfe plombent l'ouverture des championnats du monde : l'ambiance est lourde.
Marc Girardelli remporte brillamment le slalom devant Thomas Stangassinger et Ole Kristian Furuseth.
Alberto Tomba, deuxième temps de la première manche, craque et échoue au pied du podium.
Le talent de Stephan Eberharter explose à Saalbach : le jeune Autrichien (21 ans) décroche les titres du super-G et du combiné.
Stephan Eberharter survole le super-G et relègue ses dauphins Kjetil-André Aamodt à 1 s 54 et Franck Piccard à 1 s 82. Le norvégien Kjetil-André Aamodt obtient la première médaille de sa carrière.
Une semaine après ce succès, Stephan Eberharter gagne le combiné. Neuvième à l'issue de la descente, l'Autrichien s'impose en slalom et bat Kristian Ghedina et Günther Mader, tandis que Marc Girardelli chute à quelques portes de l'arrivée alors qu'il avait course gagnée.
Un héros national est né à Saalbach, mais la carrière de Stephan Eberharter connaîtra une trajectoire sinusoïdale avec plusieurs blessures et une rétrogradation en coupe d'Europe pendant 4 saisons, puis un retour en équipe première en 1997, 2 victoires en coupe du monde (2002 et 2003), un titre olympique (géant en 2002) et un nouveau titre mondial en super-G en 2003.
Le week-end de descente sacre les deux favoris, Franz Heinzer et Petra Kronberger.
Franz Heinzer, l'éternel quatrième en championnats du monde (1982, 1985 et 1987), devient champion du monde de descente : il devance le jeune Italien Peter Runggaldier (22 ans) et son compatriote Daniel Mahrer.
Petra Kronberger remporte sa première médaille d'or et la première étape de son fantastique pari, décrocher les 5 titres mondiaux. Nathalie Bouvier et Svetlana Gladishiva complètent un podium surprise.
Cependant, trois jours plus tard, Petra Kronberger termine sixième du super-G et se blesse. Victime d'une lésion au genou, l'Autrichienne est forfait pour la suite des championnats du monde.
Ulrike Maier conserve son titre en super-G et bat Carole Merle de 0 s 11 et Anita Wachter de 0 s 13.
La performance d'Ulrike Maier est sensationnelle : elle avait donné naissance à une fille en août 1989, puis, blessée au genou en janvier 1990, elle n'avait repris la compétition qu'en janvier 1991.
Chantal Bournissen profite de la faillite des favorites (forfait de Petra Kronberger, chute d'Anita Wachter et Sabine Ginther) et s'impose dans le combiné. Ingrid Stöckl et Vreni Schneider complètent le podium.
Vreni Schneider gagne le slalom et une nouvelle médaille d'or.
Son palmarès est désormais riche de 5 médailles d'or, avec 2 titres olympiques (géant et slalom 1988) et 3 titres mondiaux (géant en 1987 et en 1989 et slalom 1991).
La skieuse d'Elm devance la Yougoslave Natasa Bokal de 0 s 16, l'Autrichienne Ingrid Salvenmoser de 0 s 66 et la Française Florence Masnada, quatrième, de 1 s 40.
Pernilla Wiberg remporte le géant et la première médaille d'or de sa carrière.
Septième à l'issue de la première manche, la Suédoise prend tous les risques dans la seconde manche et bat Ulrike Maier de 0 s 16 et l'allemande Traudl Hächer de 0 s 58.
Vainqueur de la première manche avec une avance de 0 s 64, Ulrike Maier manque de peu le doublé super-G et géant.
Rudolf Nierlich conserve son titre de champion du monde de géant. Cet exploit n'a été réalisé que par les plus grands : Stein Eriksen, Toni Sailer, Gustavo Thöni et Ingemar Stenmark.
Le skieur autrichien devance Urs Kälin et Johan Wallner, alors que Marc Girardelli se classe cinquième et qu'Alberto Tomba, meilleur temps de la première manche, chute.
Trois mois et demi après ce succès, Rudolf Nierlich se tue dans un accident de voiture à l'âge de 25 ans seulement : une lourde perte pour le ski autrichien.

## Palmarès

### Hommes
| Épreuves | Or                 | Argent               | Bronze                |
| -------- | ------------------ | -------------------- | --------------------- |
| Descente | Franz Heinzer      | Peter Runggaldier    | Daniel Mahrer         |
| Super-G  | Stephan Eberharter | Kjetil-André Aamodt  | Franck Piccard        |
| Géant    | Rudolf Nierlich    | Urs Kälin            | Johan Wallner         |
| Slalom   | Marc Girardelli    | Thomas Stangassinger | Ole Kristian Furuseth |
| Combiné  | Stephan Eberharter | Kristian Ghedina     | Günther Mader         |

### Femmes
| Épreuves | Or                 | Argent           | Bronze              |
| -------- | ------------------ | ---------------- | ------------------- |
| Descente | Petra Kronberger   | Nathalie Bouvier | Svetlana Gladishiva |
| Super-G  | Ulrike Maier       | Carole Merle     | Anita Wachter       |
| Géant    | Pernilla Wiberg    | Ulrike Maier     | Traudl Hächer       |
| Slalom   | Vreni Schneider    | Natasa Bokal     | Ingrid Salvenmoser  |
| Combiné  | Chantal Bournissen | Ingrid Stöckl    | Vreni Schneider     |

## Tableau des médailles
| Rang | Nations        | Or | Argent | Bronze | Total |
| 1    | Autriche       | 5  | 3      | 3      | 11    |
| 2    | Suisse         | 3  | 1      | 2      | 6     |
| 3    | Suède          | 1  | 0      | 1      | 2     |
| 4    | Luxembourg     | 1  | 0      | 0      | 1     |
| 5    | France         | 0  | 2      | 1      | 3     |
| 6    | Italie         | 0  | 2      | 0      | 2     |
| 7    | Norvège        | 0  | 1      | 1      | 2     |
| 8    | Yougoslavie    | 0  | 1      | 0      | 1     |
| 9    | URSS Allemagne | 0  | 0      | 1      | 1     |